# Baduy
Baduy lub Badui, także Kanekes – lud austronezyjski zamieszkujący góry Kendeng w zachodniej Jawie w Indonezji (prowincja Banten). Według danych Joshua Project populacja Baduy wynosi ok. 27 tys. osób.
Posługują się własnym dialektem języka sundajskiego, po części także językiem indonezyjskim. Dialekt baduy bywa uważany za odrębny język. Kultywują tradycyjne wierzenia animistyczne, z wpływami hinduizmu i buddyzmu. Prowadzą zamknięty styl życia z powodu licznych zakazów religijnych, nie stosują m.in. nowoczesnej techniki. Od Sundajczyków odseparowali się w XVI w.
Zajmują się uprawą ryżu. Pod względem kultury materialnej przypominają Sundajczyków.